# رود کلس
رود کلس رودی است به سیردریا می‌ریزد. این رود از کشورهای قزاقستان و ازبکستان می‌گذرد.